# Gwara białostocka
Gwara białostocka – gwara języka polskiego charakterystyczna dla mieszkańców Białegostoku i części Podlasia. Spokrewniona z dialektem wileńskim. Powstała w wyniku wzajemnego oddziaływania kilku wzorców językowych: polskiego, białoruskiego, litewskiego, w mniejszym zakresie też rosyjskiego, ukraińskiego i jidysz.

## Cechy gwary

### Fonetyka
Spółgłoski ciszące, takie jak „ś, ć, dź, ź” wymawiane są jak dźwięki obcego pochodzenia (tak jak w wyrazach sinus, sizal, Zanzibar, cis). Artykulacja spółgłosek środkowojęzykowych jest prepalatalna, skierowana bardziej ku przodowi (efekt – otrzymujemy spółgłoskę półmiękką).

### Cechy charakterystyczne
- długie wymawianie samogłoski akcentowanej z wyraźnym tonem opadającym, tzw. zaciąganie, co wpływa również na kontur melodyczny zdania, stąd gwara ta bywa odbierana jako śpiewna, melodyjna
- używanie w roli czasownika posiłkowego słówka „weź” (np. weź otwórz okno)
- zwarcie krtaniowe podczas wymowy „e” w wyrazie „nie”, przez co słowo to staje się dwusylabowe (stąd nie-e)
- akcentowanie wyrażenia przyimkowego jak jednego wyrazu, np. wedwa (we dwóch), dosejn (do Sejn), dlanich (dla nich)
- rozróżnianie dźwięcznego „h” i bezdźwięcznego „ch”
- zanik celownika, zamiast którego używa się konstrukcji z przyimkiem „dla” (np. kup dla mnie, daj dla babci, powiedz o tym dla Marka)
- zanik końcówek w czasownikach w stronie czynnej czasu przeszłego np. My dawali („My dawaliśmy”). Ja pojechał („Ja pojechałem”). Dzie wy byli? („Gdzie wy byliście?”)
- forma grzecznościowa tworzona bez użycia słowa pan/pani: Kiedy do mnie zajdzie? Dlaczego o tym dla mnie nie mówił?
- w formie grzecznościowej tryb rozkazujący równy trybowi oznajmującemu, też bez użycia pan/pani: Siedzi spokojnie! Zapłaci dla mnie sto złotych! Naleje dla mnie! („Niech pan mi naleje”)
- wymowa tzw. ł kresowego
- specyficzne znaczenie niektórych słów, np. taryfa – taksówka, przebierać się (do nowego mieszkania) – przeprowadzać się, zgnić – śmiać się do rozpuku, skiń – zdejmij, rozbuwaj się – zdejmij buty, łachy – ubrania, dalibóg – „Bóg mi świadkiem”, blin – placek, lelak – osoba słabo orientująca się w danej dziedzinie, wiszczeć – krzyczeć, zasynać – zasypiać, toknij – umyj, barabanić – dzwonić, zapojka – popitka do alkoholu, żywina – trzoda, bułka chleba – bochenek chleba, wołać się - kłócić się.